# Gruissan
Gruissan is een gemeente in het Franse departement Aude (regio Occitanie). De gemeente telde 5.068 inwoners op 1 januari 2022. De plaats maakt deel uit van het arrondissement Narbonne.
Gruissan is een badplaats met een jachthaven.

## Geschiedenis en bezienswaardigheden
In de Grotte de la Crouzade zijn sporen van prehistorische bewoning gevonden.
In de Romeinse tijd lagen hier verschillende eilanden voor de monding van de Aude bij Narbonne. Op het Île Saint-Martin zijn resten van een groot publiek gebouw, twee citernen voor zoet water en een vuurtoren gevonden.
Gruissan gaat terug tot de 11e eeuw en is van oorsprong een vissersplaats op een rotseiland. Van het 13e-eeuwse kasteel van Gruissan, gebouwd als kustverdediging, rest enkel een toren, de Tour Barberousse. Het oude dorp werd in een cirkel rond dit kasteel gebouwd en werd omgeven met een stadsmuur. In de middeleeuwen lag Gruissan op een eiland. Door verzanding werd Gruissan verbonden met La Clape, ook een voormalig eiland aan de monding van de Aude. Onder koning Lodewijk XIII is het kasteel grotendeels ontmanteld. De stadsmuur met daarin twee poorten is in de loop van de 19e eeuw afgebroken bij de uitbreiding van de gemeente. Op de lagunes die ontstonden achter de kustlijn werd zout gewonnen. Gruissan is in de loop van de 20e eeuw uitgebouwd tot badplaats. Aan het Plage des Chalets kwamen aan het begin van de 20e eeuw houten chalets op palen, internationaal bekend geworden van de film 37°2 le matin. In 1973 werd een nieuwe jachthaven met gebouwen aan de waterlijn gebouwd, naar ontwerp van architect Raymond Gleize. De jachthaven is beschermd als Patrimoine du XXe siècle. Op de lagunes worden oesters gekweekt. In het binnenland in de heuvels ligt de kapel Notre-Dame des Auzils met een kruisweg.

## Geografie
De oppervlakte van Gruissan bedroeg op 1 januari 2022 43,65 vierkante kilometer; de bevolkingsdichtheid was toen 116,1 inwoners per km².
De plaats ligt aan de Middellandse Zee. In het binnenland, achter de lagunes, begin het Massif de la Clape. Deze heuvels zijn beplant met wijngaarden en begroeid met naaldbossen en garrigue.
De onderstaande kaart toont de ligging van Gruissan met de belangrijkste infrastructuur en aangrenzende gemeenten.

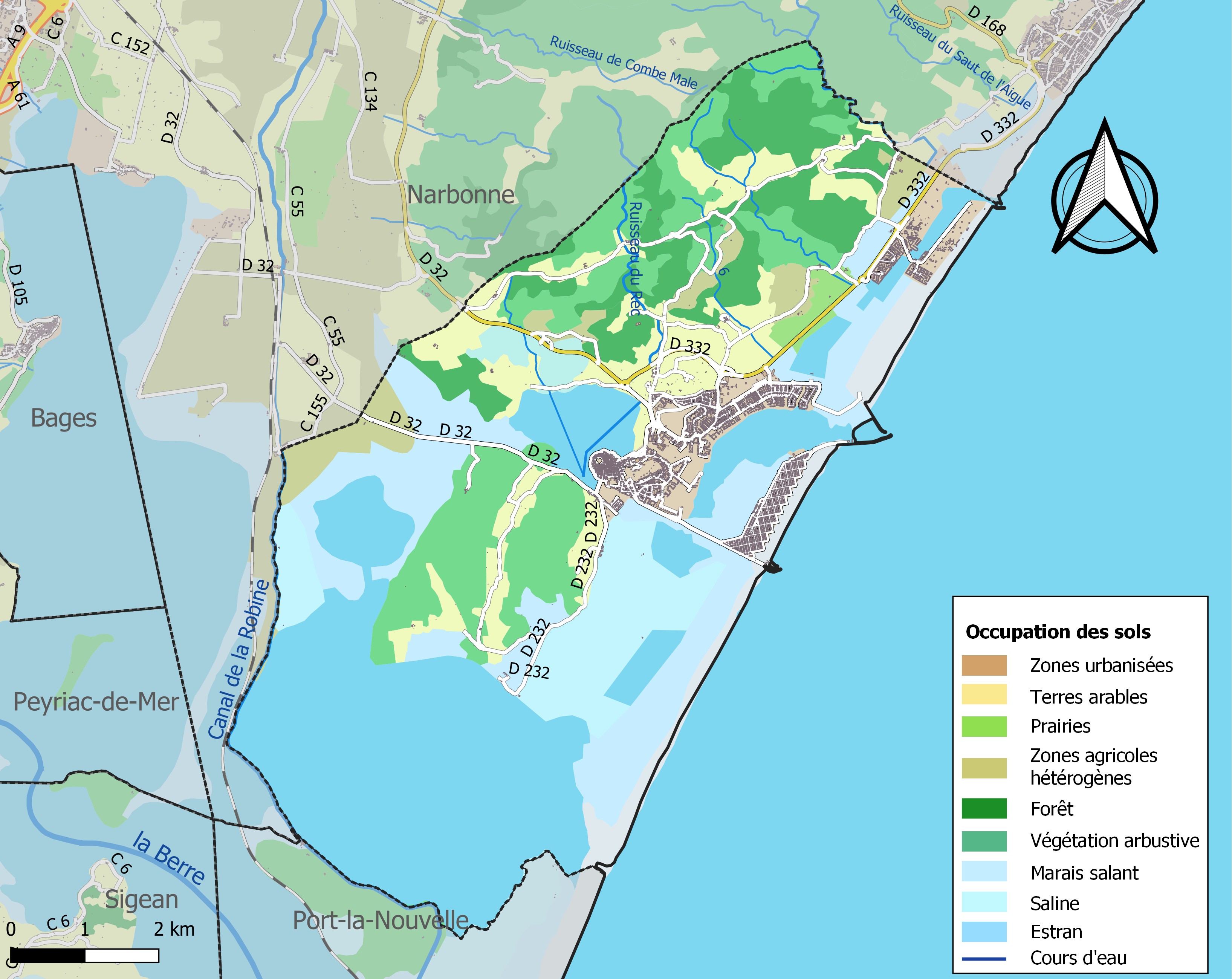

## Demografie
Onderstaande figuur toont het verloop van het inwonertal (bron: INSEE-tellingen).

Vanwege een beveiligingsprobleem met de MediaWiki Graph-software is het momenteel niet mogelijk deze grafiek weer te geven. Zodra de software is bijgewerkt zal de grafiek vanzelf weer zichtbaar worden.

## Sport
Gruissan was één keer etappeplaats in de wielerkoers Ronde van Frankrijk. In 2024 startte er de door de Belg Jasper Philipsen gewonnen etappe naar Nîmes.